# Europawahl in Deutschland 2004
- PDS: 7
- SPD: 23
- Grüne: 13
- FDP: 7
- CDU: 40
- CSU: 9

- GUE/NGL: 7
- SPE: 23
- G/EFA: 13
- ALDE: 7
- EVP-ED: 49

Die Europawahl in Deutschland 2004 fand am 13. Juni 2004 statt. Sie wurde im Zuge der EU-weit stattfindenden Europawahl 2004 durchgeführt, wobei in Deutschland 99 der 785 Sitze im Europäischen Parlament vergeben wurden. Neben den sechs im Bundestag vertretenen Parteien (SPD, CDU, CSU, GRÜNE, FDP und PDS) traten bei der Wahl noch 18 weitere Parteien und Sonstige Politische Vereinigungen an. Die Wahllokale waren zwischen 8 und 18 Uhr geöffnet.

## Wahlkampf
Im Wahlkampf war die Frage, ob die Türkei Mitglied der Europäischen Union sein solle oder nicht, ein wichtiges Wahlkampfthema. Die Unionsparteien (besonders die CSU) sprachen sich gegen eine Mitgliedschaft und stattdessen für die so genannte „privilegierte Partnerschaft“ aus. SPD, PDS und Grüne befürworteten eine baldige Vollmitgliedschaft der Türkei. Die FDP verwies auf die Kopenhagener Kriterien als alleinige Beitrittsbedingungen.

## Wahlsystem
Die Wahl fand je nach Partei über eine Bundesliste oder über Landeslisten statt; bei der CDU/CSU gab es bundesweit Landeslisten, die Bayernpartei trat nur in Bayern an, während die übrigen 21 kandidierenden Parteien (SPD, GRÜNE, PDS, FDP etc.) mit Bundeslisten antraten.

## Ergebnis

Stimmenstärkste Partei in den Landkreisen

Wahlbeteiligung in den Landkreisen

Insgesamt brachte die Europawahl 2004 bei einer niedrigen Wahlbeteiligung von 43,0 % bundesweit herbe Verluste für die SPD. Am stärksten verbessern konnten sich die Grünen, die FDP schaffte den Wiedereinzug in das Europaparlament und auch die PDS wurde gestärkt. Die Union verlor weniger stark als die SPD und blieb stärkste Kraft, während die Republikaner leicht zulegten, aber die 5 %-Hürde deutlich verpassten. Relativ starken Zulauf hatten auch die sonstigen Parteien, von denen jedoch keine eine Bedeutung erhielt.
| Listen                   | Listen                                                                                         | Stimmen    | %    | Mandate | +/- |
| ------------------------ | ---------------------------------------------------------------------------------------------- | ---------- | ---- | ------- | --- |
|                          | Christlich Demokratische Union Deutschlands (CDU)                                              | 9.412.997  | 36,5 | 40      | –3  |
|                          | Sozialdemokratische Partei Deutschlands (SPD)                                                  | 5.547.971  | 21,5 | 23      | –10 |
|                          | Bündnis 90/Die Grünen (GRÜNE)                                                                  | 3.079.728  | 11,9 | 13      | +6  |
|                          | Christlich-Soziale Union in Bayern (CSU)                                                       | 2.063.900  | 8,0  | 9       | –1  |
|                          | Partei des Demokratischen Sozialismus (PDS)                                                    | 1.579.109  | 6,1  | 7       | +1  |
|                          | Freie Demokratische Partei (FDP)                                                               | 1.565.431  | 6,1  | 7       | +7  |
|                          | Die Republikaner (REP)                                                                         | 485.662    | 1,9  | –       | ±0  |
|                          | Partei Mensch Umwelt Tierschutz (Die Tierschutzpartei)                                         | 331.388    | 1,3  | –       | ±0  |
|                          | Die Grauen – Graue Panther (GRAUE)                                                             | 314.402    | 1,2  | –       | ±0  |
|                          | Familien-Partei Deutschlands (FAMILIE)                                                         | 268.468    | 1,0  | –       | ±0  |
|                          | Nationaldemokratische Partei Deutschlands (NPD)                                                | 241.743    | 0,9  | –       | ±0  |
|                          | Ökologisch-Demokratische Partei (ÖDP)                                                          | 145.537    | 0,6  | –       | ±0  |
|                          | Feministische Partei Die Frauen (DIE FRAUEN)                                                   | 145.312    | 0,6  | –       | ±0  |
|                          | Ab jetzt ··· Bündnis für Deutschland Liste: Gegen Zuwanderung ins „Soziale Netz“ (Deutschland) | 135.015    | 0,5  | –       | N/A |
|                          | Partei Bibeltreuer Christen (PBC)                                                              | 98.651     | 0,4  | –       | ±0  |
|                          | Aktion unabhängige Kandidaten (Unabhängige Kandidaten)                                         | 70.301     | 0,3  | –       | Neu |
|                          | Deutsche Partei (DP)                                                                           | 62.005     | 0,2  | –       | N/A |
|                          | Christliche Mitte – Für ein Deutschland nach Gottes Geboten (CM)                               | 46.037     | 0,2  | –       | ±0  |
|                          | Aufbruch für Bürgerrechte, Freiheit und Gesundheit (AUFBRUCH)                                  | 43.128     | 0,2  | –       | N/A |
|                          | Deutsche Kommunistische Partei (DKP)                                                           | 37.160     | 0,1  | –       | N/A |
|                          | Bayernpartei (BP)                                                                              | 35.152     | 0,1  | –       | ±0  |
|                          | Deutsche Zentrumspartei – Älteste Partei Deutschlands gegründet 1870 (ZENTRUM)                 | 26.803     | 0,1  | –       | ±0  |
|                          | Partei für Soziale Gleichheit, Sektion der Vierten Internationale (PSG)                        | 25.795     | 0,1  | –       | N/A |
|                          | Bürgerrechtsbewegung Solidarität (BüSo)                                                        | 21.983     | 0,1  | –       | ±0  |
| Gesamt                   | Gesamt                                                                                         | 25.783.678 | 100  | 99      | –   |
|                          |                                                                                                |            |      |         |     |
| Ungültige Stimmen        | Ungültige Stimmen                                                                              | 739.426    | 2,8  |         |     |
| Wähler                   | Wähler                                                                                         | 26.523.104 | 43,0 |         |     |
| Wahlberechtigte          | Wahlberechtigte                                                                                | 61.682.394 |      |         |     |
|                          |                                                                                                |            |      |         |     |
| Quelle: Bundeswahlleiter |                                                                                                |            |      |         |     |

### Fraktionen im Europäischen Parlament
| Fraktion | Fraktion                                                     | Mandate | Partei                             | Partei                                      | Mandate |
| -------- | ------------------------------------------------------------ | ------- | ---------------------------------- | ------------------------------------------- | ------- |
|          | Fraktion der Europäischen Volkspartei                        | 49 / 99 |                                    | Christlich Demokratische Union Deutschlands | 40 / 99 |
|          | Fraktion der Europäischen Volkspartei                        | 49 / 99 | Christlich-Soziale Union in Bayern | 9 / 99                                      |         |
|          | Fraktion der Progressiven Allianz der Sozialdemokraten       | 23 / 99 |                                    | Sozialdemokratische Partei Deutschlands     | 23 / 99 |
|          | Die Grünen/Europäische Freie Allianz                         | 13 / 99 |                                    | Bündnis 90/Die Grünen                       | 13 / 99 |
|          | Die Linke im Europäischen Parlament – GUE/NGL                | 7 / 99  |                                    | Partei des Demokratischen Sozialismus       | 7 / 99  |
|          | Fraktion der Allianz der Liberalen und Demokraten für Europa | 7 / 99  |                                    | Freie Demokratische Partei                  | 7 / 99  |

### Regionale Besonderheiten
In München lagen die Grünen mit 23,3 % (1999: 11,9 %) der abgegebenen Stimmen erstmals vor der SPD, die nur noch 18,8 % (1999: 29,1 %) erhielt. Die CSU verlor mit 41,7 % (1999: 48,4 %) ebenfalls, blieb aber stärkste Kraft. Auch in anderen Großstädten wie Frankfurt am Main oder Berlin überholten die Grünen die SPD mit 25 % bzw. 22,8 %. In Freiburg im Breisgau erzielten die Grünen 36,8 % der Stimmen und waren damit stärkste Partei.

### Ergebnis in den neuen und alten Bundesländern
| Europawahl in Westdeutschland 2004Wahlbeteiligung: 43,2 % (– 2,2 %) %50403020100 46,922,913,26,41,81,77,1 UnionSPDGrüneFDPREPPDSSonst.Gewinne und Verlusteim Vergleich zu %p 6 4 2 0 −2 −4 −6 −8−10−3,9−9,7+5,8+3,1+0,1+0,4+4,0UnionSPDGrüneFDPREPPDSSonst. | Europawahl in Ostdeutschland 2004Wahlbeteiligung: 42,2 % (– 5,6 %) %403020100 34,225,215,66,64,72,29,3 CDUPDSSPDGrüneFDPNPDREPSonst.Gewinne und Verlusteim Vergleich zu %p 6 4 2 0 −2 −4 −6 −8−6,4+2,2−8,0+3,7+2,5+1,3+0,3+4,4CDUPDSSPDGrüneFDPNPDREPSonst. |

### Stimmenanteil der Parteien nach Landkreisen
Die folgenden Karten zeigen, mit welchem Ergebnis die gezeigten Parteien in den einzelnen Landkreisen abgeschnitten haben.

CDU/CSU
SPD
Grüne
PDS
FDP
Republikaner
Tierschutzpartei
Die Grauen
Familien-Partei